# Казанская церковь (Углич)
Церковь Казанской иконы Божией Матери — приходской православный храм в городе Угличе Ярославской области. Входит в состав Угличского благочиния Переславской епархии Русской православной церкви. Храм расположен в историческом центре города, к юго-западу от Угличского кремля. Высота колокольни составляет 37 м.

## История
Казанский храм был построен в 1778 году.
Церковь на этом месте, на главной торговой площади, существовала с древнейших времён. Ранее площадь состояла из трёх — Хлебной, Сенной и Лесной. Первый деревянный храм, построенный примерно в XIV—XV веке, был освящён в честь Георгия Победоносца. В начале XVII века здесь уже стояла церковь иконы Божией Матери «Страстная», имевшая два придела: Святого Георгия и Михаила Малеина.
В период смутного времени, как почти весь город, храм был сожжён, а когда Углич начали отстраивать, на месте церкви поставили лавки торговцев. Только в 1638 году здесь снова был возведён храм, освящённый в честь Казанской иконы Божией Матери. Он был деревянным, с тремя шатрами и двумя приделами. Храм был пятипрестольным, кроме Казанского имел престолы Великомученика Георгия, Преподобной Евдокии, Михаила Малеина и Алексия, человека Божия.
В 1644 году церковь сгорела, но, вероятно, вскоре была отстроена. По данным писцовых книг 1674—1676 годов это был деревянный трёхшатровый храм с двумя приделами. Таким церковь простояла больше века, пока в 1778 году не был построен храм, сохранившийся в настоящее время.
В 1793 году снова произошёл пожар, выгорели верхний этаж и колокольня. Церковь постепенно медленно восстановили. Колокольню пришлось разобрать. Вместо неё в 1807—1814 годах была построена современная колокольня, выдержанная в классическом стиле.
В 1921 году вся Торговая площадь сильно пострадала от пожара, а вместе с ней и Казанский храм − у него сгорело внутреннее убранство, обрушилась колокольня. Позже её восстановили, а храм был приписан к приходу расположенной рядом Успенской церкви (уничтожена советскими властями в 1930-х). В связи со строительством Угличской гидроэлектростанции, в 1935 году, храм был закрыт, здание передано в ведение строителей. В советское время использовался как водонапорная башня, общежитие и склад.
В 2000 году церковь снова была передан верующим, началось её восстановление. 4 ноября 2000 года в храме возобновились богослужения.

## Архитектура
Храм построен в стиле барокко, колокольня — с элементами классицизма. Высокое двухэтажное здание, высота колокольни 37 метров. Высокая и основная часть ориентирована вертикально; она завершена двумя узкими восьмериками и маленькой главкой на очень тонком и высоком барабане; окна четверика тоже высокие и узкие.
Памятник архитектуры регионального значения.

## Галерея

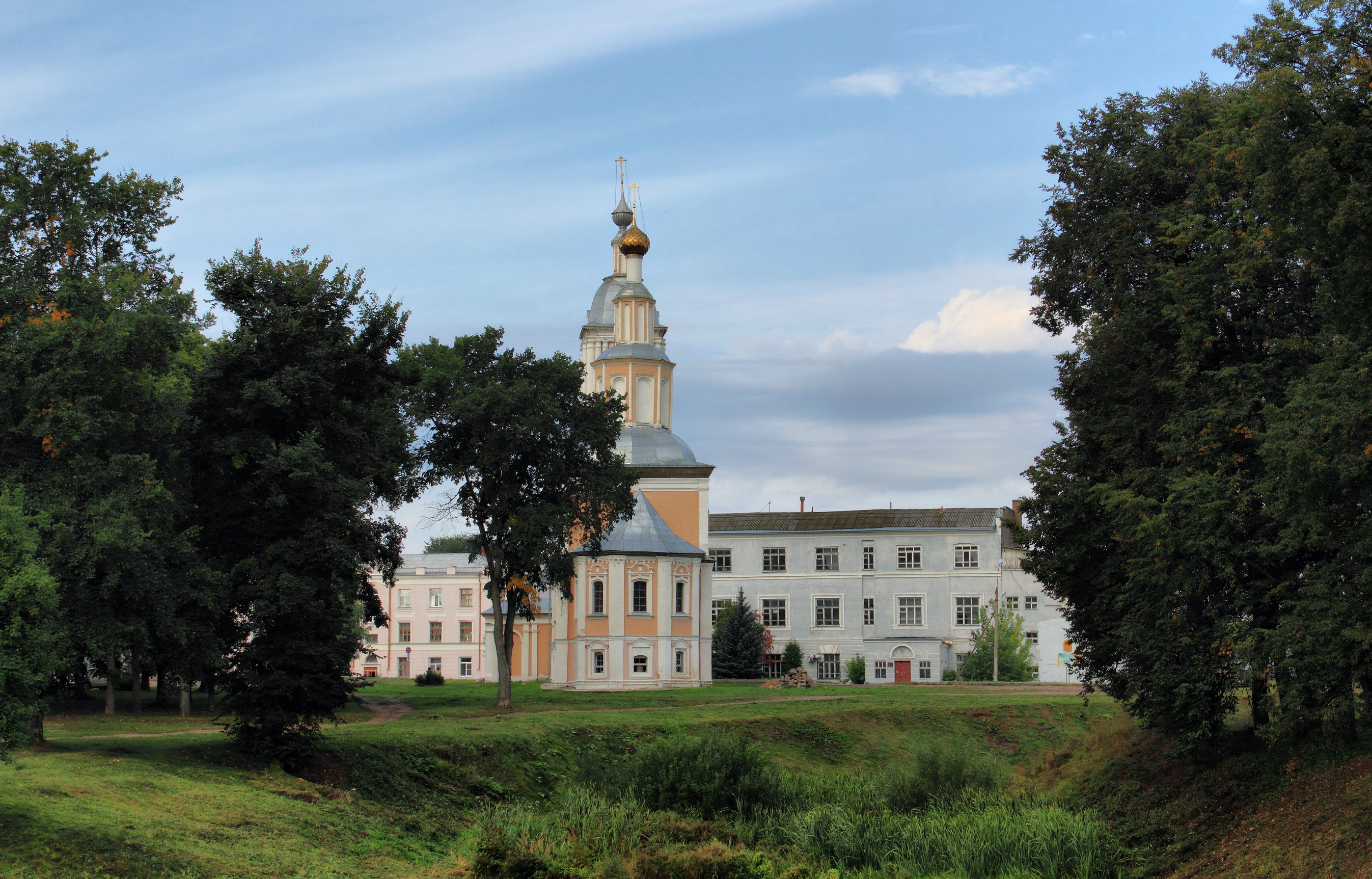
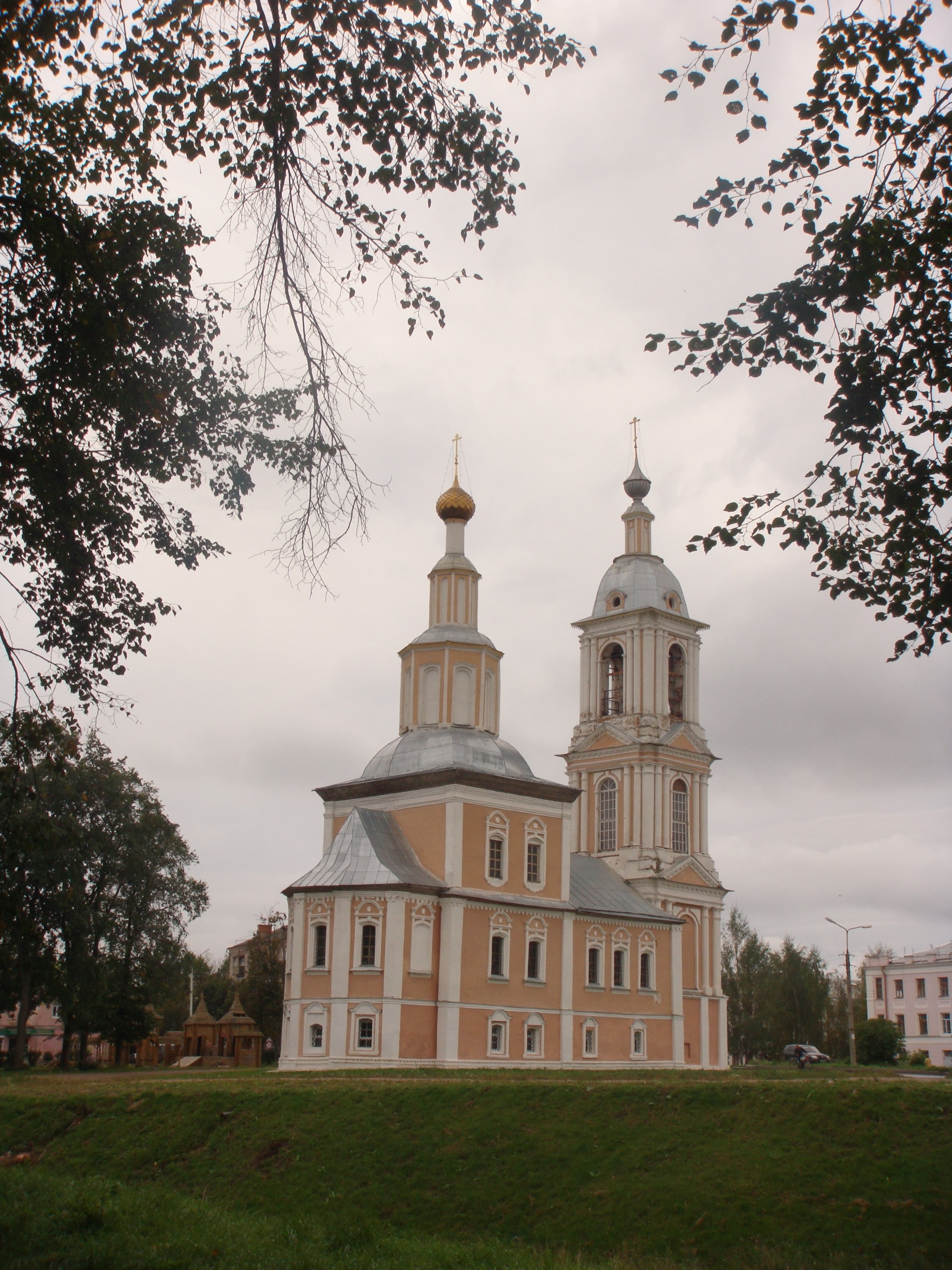
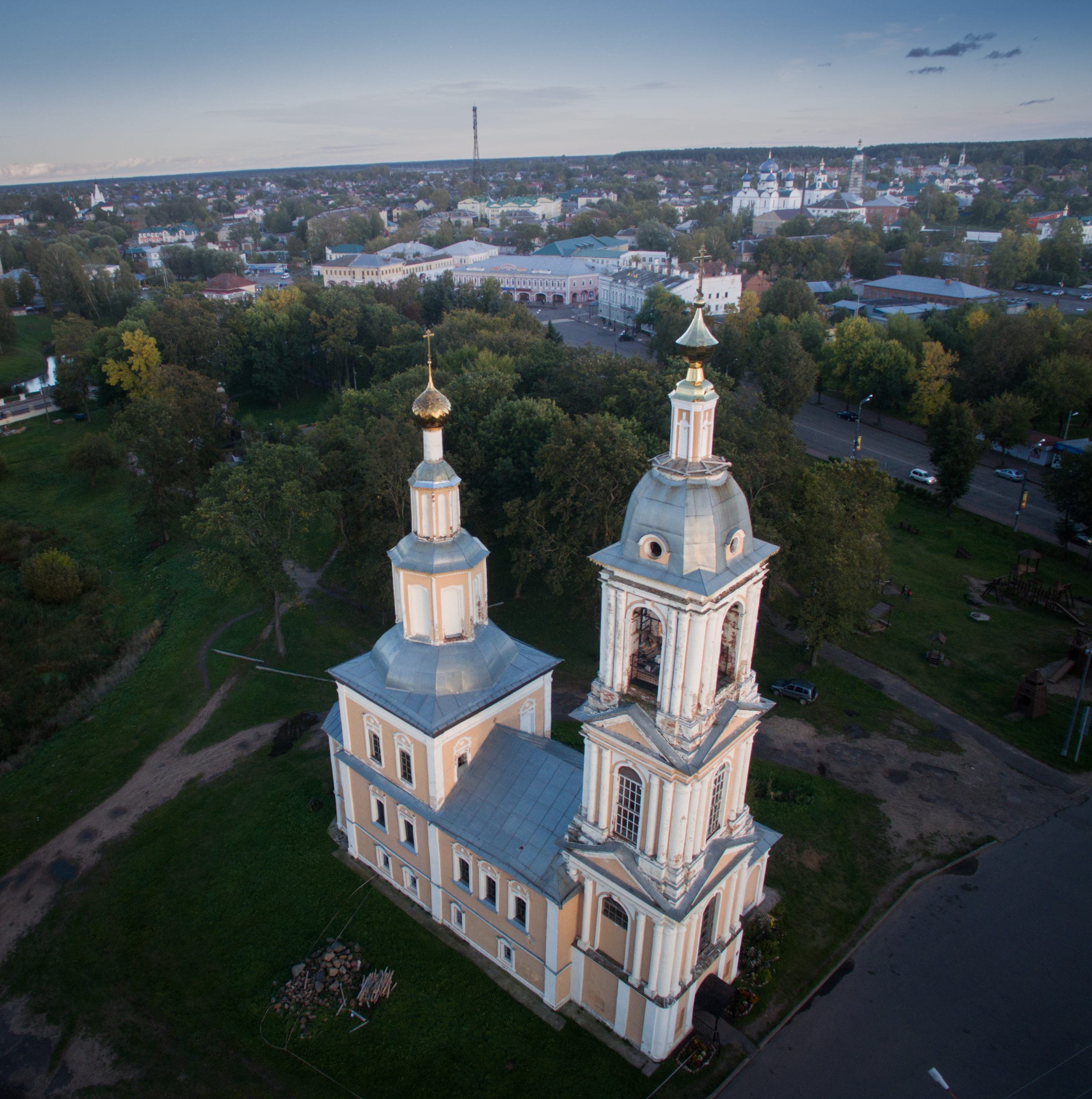
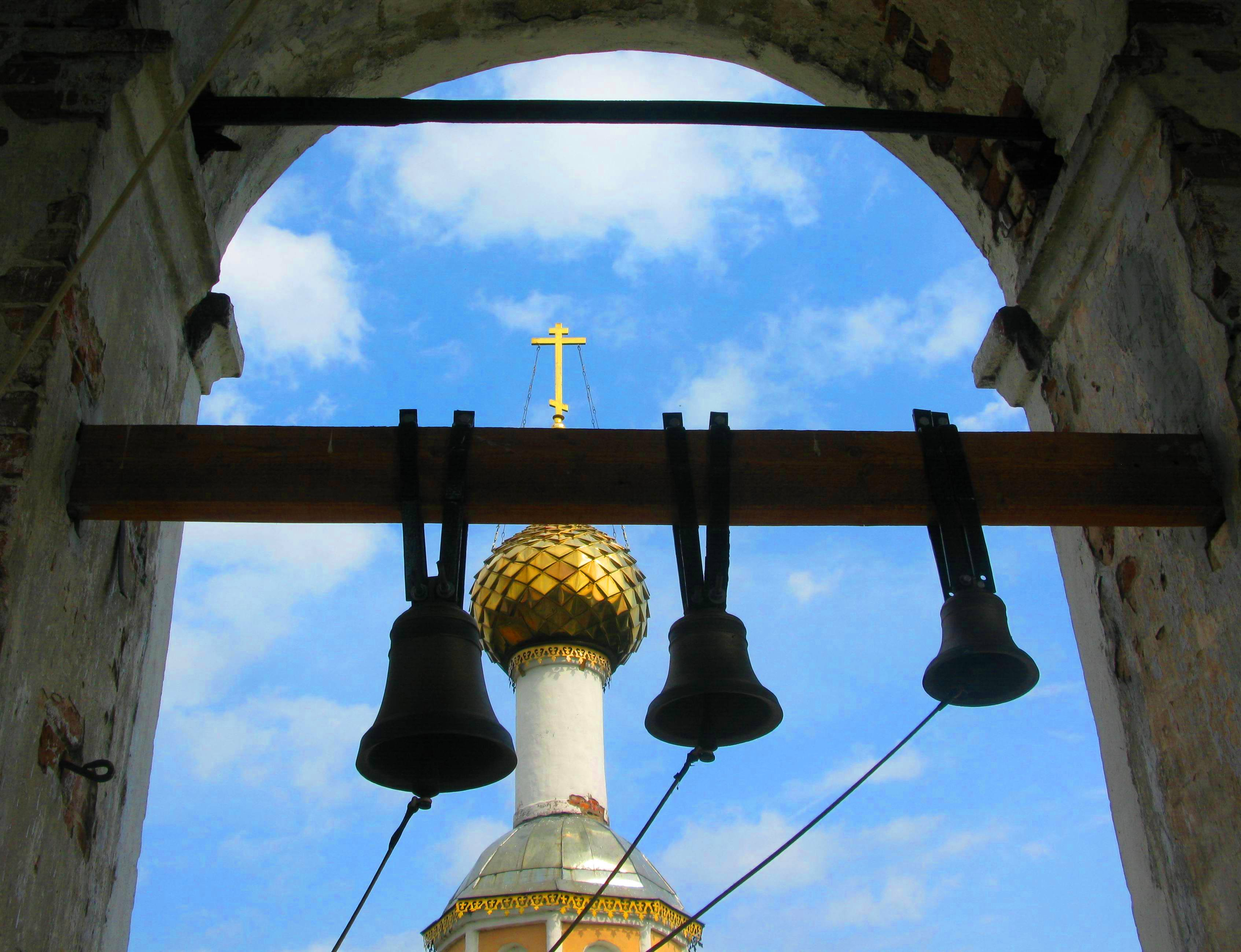